# Carmelo (nombre)
Carmelo es un nombre propio masculino de origen hebreo en su variante en español. Proviene del hebreo כרמן (Karmel), que quiere decir "belleza", o bien "obra de Dios". El nombre deriva de una advocación de la Virgen María, Nuestra Señora del Monte Carmelo, más conocida en países de habla hispana como Virgen del Carmen. Esta devoción se originó en el Monte Carmelo, en Israel, siendo difundida por la Orden de las Carmelitas.

## Santoral
16 de julio: Nuestra Señora del Monte Carmelo.
El Santo de Carmelo se ha celebrado siempre el día 10 de julio, aunque por asimilación se viene celebrando el 16 de julio, conmemoración de Nuestra Señora del Carmen.

## Variantes
- Femenino: Carmela, Carmen.

### Variantes en otros idiomas
| Variantes en otras lenguas | Variantes en otras lenguas |
| -------------------------- | -------------------------- |
| Español                    | Carmelo                    |
| Alemán                     | Karmel                     |
| Árabe                      | الكرمل (Karmel)            |
| Catalán                    | Carmel                     |
| Euskera                    | Karmel                     |
| Francés                    | Carmel                     |
| Gallego                    | Carmelo                    |
| Griego                     | Κάρμηλος (Kármēlos)        |
| Hebreo                     | כרמל (Karmel)              |
| Inglés                     | Carmel                     |
| Italiano                   | Carmelo                    |
| Latín                      | Carmelus                   |
| Portugués                  | Carmelo                    |
| Ruso                       | Кармело (Karmelo)          |
| Japonés                    | カーメロ (Kāmero)          |